# Magda Gomes
Magda Gomes da Silva (San Paolo del Brasile, 11 febbraio 1978) è una modella, stilista e showgirl brasiliana, nota soprattutto in Italia.

## Biografia
Ha vissuto un'adolescenza non troppo agiata in Brasile, dove per mantenersi agli studi aveva iniziato a lavorare come modella.
Spostatasi poi in Italia, nel 2001 ha posato nuda per il suo primo calendario: quello per Campari dell'anno 2002, assieme alla svedese Marika Svensson, fotografate da Adrian Hamilton.
Nel 2002 è divenuta compagna del principe austriaco Heinrich Friedrich Wilhelm Hanau von Schaumburg, residente a Miami, e ha posato stavolta da sola per il calendario Campari 2003, fotografata da Stefano Gilera.
La sua prima esperienza televisiva è stata la partecipazione, dal 2004 al 2006, a Markette come valletta, condotto da Piero Chiambretti su LA7.
Nel 2006 ha ottenuto più popolarità come showgirl nel programma Guida al campionato, condotto da Mino Taveri, su Italia 1, dove rimane fino al 2009. Posa inoltre nuda per il calendario del magazine For Men Magazine per l'anno 2006.
Sempre su Italia 1, nel 2007 è stata guest star in una puntata della quarta stagione della sit-com Camera Café e della prima puntata della sit-show Buona la prima!.
Il 3 aprile del 2009 ha affiancato Luca Bizzarri e Paolo Kessisoglu nella conduzione di una puntata del programma Le Iene in qualità di sostituta di Ilary Blasi, assente per un'indisposizione.
Nel 2010 è diventata stilista lanciando la linea di costumi da bagno Magda Gomes Beachwear.
Nel 2011 ha partecipato come concorrente all'ottava edizione del reality show L'isola dei famosi, dove viene eliminata nel corso della sesta puntata con il 46% dei voti.
Ritiratasi subito dopo dal mondo dello spettacolo si è trasferita a Miami dal suo compagno e, incinta della prima figlia, si è sposata a maggio 2012. In seguito si è dedicata all'arte e ha avuto una seconda figlia nel 2017.

## Programmi televisivi
- Markette - Tutto fa brodo in TV (LA7, 2004-2006)
- Guida al campionato (Italia 1, 2006-2009)
- Le Iene (Italia 1, 2009)
- L'isola dei famosi 8 (Rai 2, 2011)

## Filmografia
- Camera Café – sitcom, episodio 4x131 (2007)

## Altre attività
Madrina
- Motor Show (2006)
- XXIII Universiade invernale (2007)
- Casinò di Sanremo (2011)

Calendari
- Calendario per Campari (2002)
- Calendario per Campari (2003)
- Calendario per Vuemme (2003)
- Calendario per For Men Magazine (2006)